# Tlaleng Mofokeng
Tlaleng Mofokeng (née au QwaQwa en Afrique du Sud dans les années 1980), aussi connue comme Dre T, est une médecin, conférencière, écrivaine et activiste sud-africaine pour les droits des femmes et les droits à la santé sexuelle. Elle est membre de la Commission pour l'égalité de genre du Gouvernement de l'Afrique du Sud,,,,,,.

## Biographie

### Jeunesse et formation
Tlaleng Mofokeng naît et grandit en Afrique du Sud, durant l'apartheid à Phuthaditjhaba dans ce qui était alors le QwaQwa, un ancien bantoustan situé dans la province de l'État libre d'Orange,,,. Le premier idiome qu'elle apprend est la langue des signes anglaise, puisque sa mère était maîtresse dans une école pour des enfants sourds. Mofokeng  est la première personne noire et la première fille à obtenir le prix d'honneur que son école remet à des étudiantes exceptionnelles. Elle la remporte pendant deux ans consécutifs.
Après avoir complété ses études dans l'Académie St. Dominic, Mofokeng reçoit un certificat en Thérapie esthétique et Somatologie. En 2007, elle est diplômée en médecine et chirurgie dans l'École de médecine Nelson Mandela de l'Université du KwaZulu-Natal en Afrique du Sud.

### Carrière
Ensuite, elle travaille  pendant trois ans au Département de Santé de Gauteng, et collabore au département de pédiatrie de l'hôpital Charlotte-Maxeke (en) à Johannesbourg. Pendant plus de treize ans de carrière, Mofokeng a exercé la médecine principalement dans le zone de la santé sexuelle et  de la reproduction des adolescents,.
Mofokeng ressent la première inclination réelle à travailler dans le champ de la santé sexuelle et de la reproduction pendant son année de service communautaire, lorsqu'elle travaille dans les cliniques de West Rand à Johannesburg. Beaucoup de patients, généralement des femmes jeunes, la consultent pour des raisons médicales et terminent en lui posant des questions sur leur santé sexuelle et leurs problèmes dans leurs relations  intimes. Même quelques patientes l'attendent sur le parking de l'hôpital, pour parler avec elle sur le thème de leur vie sexuelle et avoir des réponses à leurs interrogations à ce sujet.
Postérieurement, Mofokeng devient directrice d'une clinique privée en Sandton, une banlieue  de Johannesburg, où elle offre de l'information et des traitements sur des infections sexuellement transmissibles, la contraception et les interruptions volontaires de grossesse,,,.
Mofokeng est également membre des comités directeurs du Safe Abortion Action Fund, le conseil global sur la santé et le bien-être sexuel et l'Accountability International. Elle est aussi présidente du Soul City Institute. Elle est expérimentée dans la formation de professionnels sanitaires en matière d'argumentaire et de défense, et ses zones d'intérêt sont l'égalité de genre, la politique, la santé maternelle et néonatale, l'accès universel à la santé, l'attention portée aux victimes de violence, la santé menstruelle et la gestion du VIH/sida.
Elle est conseillère du Comité Technique de la Stratégie nationale de santé sexuelle et reproductive des adolescents et de la Stratégie de structure de droits en Afrique du Sud, en mobilisant avec succès les mouvements qui travaillent sur les enfants et adolescents, les personnes avec des handicaps, les migrants et les personnes qui vivent avec le VIH/sida.
Elle travaille aussi bien comme première intervenante sur des questions de violence de genre et comme expert judiciaire, en se basant sur le travail de la Convention sur l'élimination de toutes les formes de discrimination à l'égard des femmes CEDAW), pour défendre les droits des victimes de mauvais traitements, avec l'objectif de garantir l'accès à l'attention à la suite de la violence subie.
En 2014, elle commence à partager ses idées et opinions en Twitter, ce que a été déterminant pour qu'elle se convertisse en tant qu'activiste, conférencière et écrivaine. Début 2021, la communauté de ses suiveurs sur son réseau social atteint 96.500.
En 2015, Mofokeng inaugure une campagne de dénonciation contre le programme My Perfect Wedding avec la Commission de plaintes de radiodiffusion de l'Afrique du Sud (BCCSA), après un épisode qui montrait l'histoire d'un couple s'étant connu lorsque la fiancée avait 14 ans et le fiancé 28,.
En juin de 2017, elle est leader du grope qui a examiné les systèmes sociaux, politiques, économiques et de santé dans la 8ª Conférence Sudafricaine sur le SIDA à Durban. En 2019, elle est nommée membre de la Commission pour l'Égalité de genre par le président de l'Afrique du Sud. Son travail a promu l'égalité de genre dans son pays, à travers le système de Droits Humains des Nations unies,,. La même année, elle est  une des présentatrices du programme Show Me Love dans la chaîne d'entretiens sudafricains Moja Love,.
Pendant la 44ª séance du Conseil de Droits Humains des Nations unies, en juillet 2020, Mofokeng est nommée Rapporteuse spéciale sur le droit de toute personne à bénéficier  du plus grand niveau possible de santé physique et mentale, en devenant la première femme africaine à être nommée pour cette fonction,,. En tant que représentante de l'ONU, son premier rapport se centrera sur l'impact que la pandémie de COVID-19 a eu sur les droits de santé sexuelle et reproductive, puisque les confinements, la fermeture de cliniques et le manque  de personnel et de matériel ont affecté les services de planification familiale.
Mofokeng a aussi tenu un programme de radio pendant 4 ans sur la santé reproductive dans une émission de Kaya FM. Elle écrit également sur des thèmes de santé reproductive dans les colonnes du journal britannique Sunday Times,,.

## Reconnaissance
En 2016, la Fondation Bill et Melinda Gates la nomme parmi les « 120 mineures de 40 ans : la nouvelle génération de leaders en planification familiale »,,. La même année, elle figure sur la liste des 200 jeunes Sud-africains du  Daily Mail et du Guardian, en plus d'être considérée comme jeune influenceuse de l'Afrique du Sud par Avance Médie,. L'année suivante elle fait partie de la liste des 100 jeunes Africains les plus influents par les Africa Youth Awards,,.

## Œuvre
- 2019 - Dr T: À guide to sexual health and pleasure, Pain Macmillan SA, ASIN: B07TYG4YZ9[15]